# アレックス・キャゼルヌ
アレックス・キャゼルヌ（Alex Caselnes）は、田中芳樹のSF小説（スペース・オペラ）『銀河英雄伝説』の登場人物。自由惑星同盟側の主要人物。
作中での呼称は「キャゼルヌ」。

## 概要
同盟軍の後方勤務で才幹を発揮する軍事務（主計）の天才。33歳で准将となるなど、将来、後方部門のトップになると目されており、イゼルローンがヤン艦隊の拠点となるとイゼルローン要塞事務監としてヤン艦隊の後方業務を一手に引き受け、兵站や物流を完璧に制する。後輩であるヤンとは、彼が士官学校の学生だった頃からの縁で、シトレと並んで最も初期から彼を評価していた人物であり、ユリアンやフレデリカをヤンに引き合わせたのもキャゼルヌの手配による。一方プライベートも充実した良き家庭人であり、ヤンとは家族ぐるみで付き合いがある。
本編での初登場はアスターテ会戦後に、ハイネセンに帰還したヤンとの会話（第1巻）。本伝以前を扱った外伝での登場も多く、時系列上の初登場は外伝4巻『螺旋迷宮』である（当時は27歳で統合作戦本部参事官、階級は中佐）。

## 略歴
宇宙暦761年5月1日生まれ（コミック版のデータより）。士官学校を卒業して任官後は、主に後方勤務に従事。ヤン・ウェンリーが士官学校在学時、事務次長として同校に赴任したことがきっかけで知り合い、「心温まる交流（ヤンから話を聞いたユリアンの述懐より。多分に皮肉を込めた表現であると推測される）」の末、互いに得がたい友人となる。
宇宙暦788年（ヤンがエル・ファシルの英雄になった年）、27歳の時点では中佐/統合作戦本部で参事官を務めていた。宇宙暦794年、33歳の時点では准将/第6次イゼルローン要塞攻略戦の後方参謀を務めている。宇宙暦796年、35歳の時点では少将/統合作戦本部長シドニー・シトレ元帥の次席副官を務めている。
同年の同盟軍の帝国領侵攻では後方主任参謀として補給に従事した。この侵攻が失敗し、上司のシトレの引退に連座する形で左遷され、第14補給基地司令官となってハイネセンを去ったが、後輩でイゼルローン要塞の司令官及び駐留艦隊司令官となったヤン・ウェンリーの要請で、797年1月16日、要塞事務監（事実上のイゼルローンの市長に相当する立場）としてイゼルローンに赴任した（この日付は原作小説版のもの。アニメ版では2月19日に催行された捕虜交換後にハイネセンに戻ったヤンに、ビュコックが、近々キャゼルヌを要塞勤務に出来ると話しており、実際に赴任してきたのは4月10日の惑星シャンプールでの蜂起と13日のハイネセンでのクーデター発生の間として描かれている）。その後、クーデター鎮圧の為ヤン艦隊がイゼルローンから離れている時に要塞の司令官臨時代理を務めていたのを初め、要塞の実務全般の責任者として任務に従事した。
ラグナロック作戦でイゼルローン要塞から撤退してハイネセンに帰着後に中将となったが、本来は任務では無いヤン艦隊の運営担当にそのまま居残り、バーミリオン星域会戦にも参加した。バーラトの和約後に辞表を提出したが却下され、後方勤務本部長代理に就任した。
799年7月に発生したヤンの逮捕に関する一連の騒動には関知出来なかったが、7月25日にヤン一党がハイネセンを脱出するに際して連絡を取ってきた時、即座に同行する事を決め、ロックウェル統合作戦本部長の慰留と「代理の字を外す」という申し出を「ふん！」の一言で拒絶してそのままヤンと合流した。以降は常にヤンと行動を供にし、ヤン艦隊やイゼルローン要塞の補給や補充を担当。ヤンの死後もユリアンを軍事司令官代理に擁立し、シヴァ星域会戦終結まで任務を続けた。

## 能力
後方勤務と事務処理のエキスパートとして、ヤン艦隊及びイゼルローン要塞の運営面を一手に引き受けていた。彼がくしゃみをすればイゼルローン全体が発熱する、と言われたほどで、実際に1週間ほど病欠した際は事務全般がかなり滞り、苦情が殺到したという。士官学校時代に書いた組織工学に関する論文が大企業の経営陣に認められてスカウトされたという経歴を持っている。副官フレデリカ・グリーンヒルや参謀長ムライと並んで、デスクワークが苦手なヤンにとっては欠かすことのできない人材といえる。
ラグナロック作戦では、ネーミングのセンス以外は批判が無かった「箱舟計画（アニメ版では箱舟作戦）」によって、イゼルローン要塞の506万8224人が、ロイエンタールが指揮する帝国軍の脅威にさらされながらも脱出に成功した。なお、この時は艦船が足りなかった為、戦闘艦艇にも民間人を分乗させるという、よく言えば柔軟だが悪く言えば乱暴な計画を考えた。ユリシーズに600人の乳児と母親及び医者と看護婦が乗ったエピソードはこの時のものである。
本人も自覚しているが、戦闘指揮官としては頼りない人物で、ヤンが査問会に呼び出されてイゼルローンを留守にしていた間に発生したガイエスブルク要塞戦では、司令官代理として指揮を執るものの、常に帝国軍の後手に回ってしまっていた。後方支援などのデスクワークでは極めて有能だが、前線指揮官には不向きという意味で、外伝に登場したセレブレッゼ中将と似ている。ただし、シェーンコップやメルカッツといった戦闘の専門家との関係は良好かつ尊重されており、自分の不得手を自覚した上で彼ら専門家の能力に衒いなく頼る等、状況判断能力や柔軟性などの点ではセレブレッゼとはまるで異なる。軍官僚としてはエリートと言ってよいキャリアの持ち主でありながら、それを鼻にかけることが全くなく、下位者や年少者の言にもよく耳を傾ける度量の広さは、周囲の一致して認めるところである。
なお、後方勤務と事務処理のエキスパートだけあって、後方から最前線に展開する部隊へ必要な物資を調達し、送り届けることについては紛れもないプロであるが、劇中では一度だけ、同盟軍の帝国領侵攻時には補給の手配に苦戦を余儀なくされる姿が描かれている。これは、同盟と帝国の軍事衝突が長きに渡ってイゼルローン回廊（特にイゼルローン要塞の完成後は同要塞から回廊の同盟側出口にかけての宙域）において発生しており、回廊を越えた帝国領への侵攻自体が先例の無い軍事作戦であったことからキャゼルヌにとっても手に余る状況であり、しかも発案者であるフォークの立案した作戦計画自体が稚拙なもので、加えて投入戦力も兵力3千万人という大軍である関係で必要な物資の量も膨大であったことが事をさらに困難にした。そして一旦作戦が開始されると、オーベルシュタインが提案した焦土作戦をラインハルトが認可し実行したことから、同盟軍は食料といった物資不足に陥っていた5千万人もの帝国国民に食料を要求され、補給線が伸びきった状態では食料供給も困難となったため、キャゼルヌはイゼルローン要塞から補給艦隊を派遣するが、その司令官のスコットに帝国軍から攻撃される危険性を注意するものの、当のスコットがこれを軽視した果てに補給艦隊がキルヒアイス艦隊に攻撃されて壊滅したため、キャゼルヌの手腕を通り越した形で最前線での物資不足を解決する術は失われてしまった。
PCゲーム版においてもその能力は反映され、同盟軍と帝国軍の将官の中でも屈指の運営能力が設定されている。

## 人柄
能力・経歴はまさに「エリート官僚」そのものだが、その言葉の持つ負のニュアンスとは全く無縁な人物。毒舌家で上司にも平気で噛み付く為、同盟軍上層部では煙たがられたが、逆に部下や後輩の面倒見が良く気さくに振舞うため、後輩のヤンやアッテンボローの信頼も厚かった。また、ユリアンがフレデリカに密かに想いを寄せていたことに気付いており、ヤンとフレデリカの結婚が決まった折、一人傷心を抱えるユリアンをさりげなく元気付け、また壮年の男性としてユリアンに道を説いている。ヤンやアッテンボローからは「先輩」と呼ばれているが、一緒に学んだことは無く、略歴の項にあるように、ヤンたちが士官学校在籍中に同校の事務監をしていて、知己を得ている。
なお、トラバース法に基づきユリアン・ミンツをヤンの被保護者として斡旋し、第13艦隊（通称「ヤン艦隊」）創設の際にヤンの副官としてフレデリカ・グリーンヒルを推薦したのはいずれも彼のした事であり（OVA版ではフレデリカの父親ドワイト・グリーンヒル総参謀長の推薦）、その後のヤンの運命に大きな影響を与えている事は間違いない。
新版アニメ『Die Neue These』では石黒版に比べると同盟側の男性主要キャラクターが全体的に若々しくデザインされていることを反映し、彼もまたヤンとの年齢差をあまり感じさせない風貌になっている。丸い縁無し眼鏡をかけている。

## 家族
宇宙暦789年2月25日、大尉時代に知り合った上官の娘オルタンス・ミルベール嬢と結婚（結婚したのはキャゼルヌが中佐の時）。2女をもうける。当初は上官と部下の関係が抜けきらず、妻にはキャゼルヌ大尉と呼ばれていた。本編当時は（恐妻家に近い）愛妻家で家庭人の顔を持ち、長女のシャルロット・フィリスをユリアンと結婚させるという希望を持っていたが、これは後にシェーンコップの娘であるカーテローゼ・フォン・クロイツェルが出現したため実現がほぼ不可能となった（どちらが勝ってもヤン家には素敵な親戚ができる、とフレデリカにからかわれてヤンが深刻に考え込んでしまったのは余談である）。軍需物資の手配に関しては申し分ない能力を発揮したが、娘の夫だけは手配し損ねた模様である。なお、次女のファースト・ネームは物語終了まで登場しなかった。
ユリアンに語ったところによれば、彼の信条は“家内安全”ということである。

## 演じた人物
アニメ
- キートン山田 - OVA
- 川島得愛 - 『Die Neue These』 

舞台
- 天宮良（「銀河英雄伝説 第二章 自由惑星同盟篇」、2012年上演～「銀河英雄伝説 星々の軌跡」、2015年上演）
- 米原幸佑（「銀河英雄伝説 Die Neue These」、2018年上演）